# پلاستایکوف
پلاستیکوپ (به لاتین: Plasteikopf) یک کوه در لیختن‌اشتاین است که در لیختن‌اشتاین واقع شده‌است. پلاستیکوپ ۲٬۳۵۶ متر بالاتر از سطح دریا واقع شده‌است.